# Puerto de Rio Grande
El puerto de Rio Grande (en portugués: Porto de Rio Grande) es uno de los puertos principales  de Brasil y de América Latina. Se encuentra localizado en la ciudad de Rio Grande, en el estado de Rio Grande do Sul. El sistema de acceso terrestre al puerto está conformado por la BR-392, BR-471 Y BR-116.
Se ubica en la margen derecha del canal Norte, que conecta la Lagoa dos Patos con el Océano Atlántico. La barra de babor se mantiene abierta gracias a dos embarcaderos construidos en la desembocadura del canal de acceso.
Pertenece a la Unión, pero su administración y explotación le fue otorgada, en 1997, al Estado de Rio Grande do Sul, que lo hace a través de la Superintendencia de Puertos de Rio Grande do Sul (SUPRG), organismo estatal vinculado a su Secretaría de Logística y Transportes, que desde 2017, además de este puerto, gestiona todo el sistema hidroportuario gaucho.
En 2009, el Puerto manejó alrededor de 150 millones de toneladas, equivalente al 3% de todo el manejo nacional, convirtiendo a este puerto en el tercer puerto principal de Brasil. 
Las actividades portuarias en la localidad se remontan a 1737, año de la fundación de la ciudad, sin embargo la construcción de Porto Velho do Rio Grande se inició en 1869 y su inauguración tuvo lugar el 11 de octubre de 1872. El 2 de junio de 1910 se inició la ejecución de Porto Novo, que entró en funcionamiento el 15 de noviembre de 1915, con la entrega al tráfico de los primeros 500 metros de muelle.
En 2003, los principales productos exportados fueron: soja, harina de soja, astillas de madera, maíz, trigo, arroz, aceite de soja, benceno, celulosa, madera de cerrado. Las principales importaciones fueron: trigo, cebada, urea, fosfatos, fertilizantes, cloruro de potasio, arroz, sulfato de amonio, nitrato de amonio, coque de petróleo, conchas marinas, sal, petróleo crudo, ácido sulfúrico, GLP, ácido fosfórico y amoníaco.
Su área de influencia comprende los estados de Rio Grande do Sul y Santa Catarina, Uruguay, sur de Paraguay y norte de Argentina. 

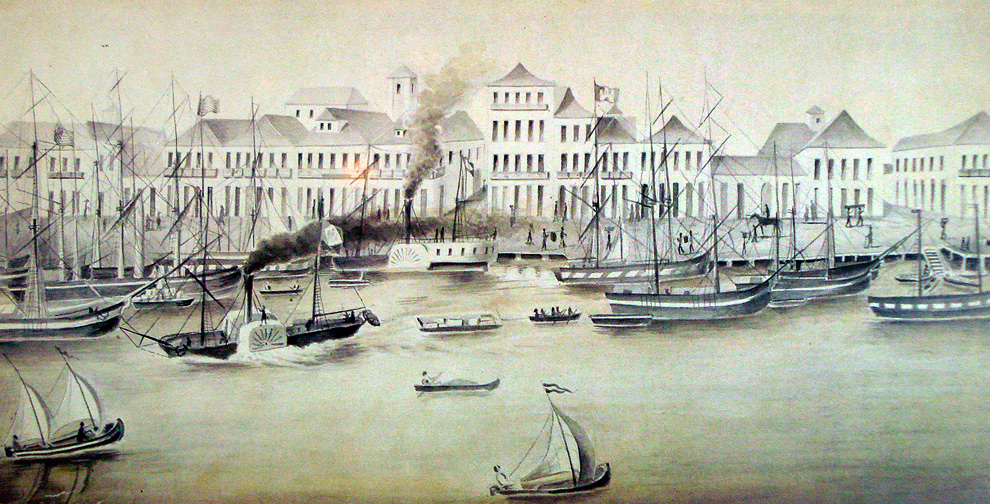
Herrmann Rudolf Wendroth: El puerto de Rio Grande en 1851.